# 冰川茶藨子
冰川茶藨子（学名：Ribes glaciale）为虎耳草科茶藨子属下的一个种。

## 扩展阅读
- 維基物種上的相關：冰川茶藨子